# Brajan Avia
Brajan Avia (* 2. Juni 2007 in Skopje) ist ein nordmazedonischer Leichtathlet, der in den Sprungdisziplinen an den Start geht.

## Sportliche Laufbahn
Erste internationale Erfahrungen sammelte Brajan Avia beim Europäischen Olympischen Jugendfestival (EYOF) 2022 in Banská Bystrica, bei dem er mit 6,33 m den achten Platz im Weitsprung belegte und im Hochsprung mit 1,85 m auf Rang neun landete. Im Jahr darauf wurde er bei der 3. Liga der Team-Europameisterschaft im Rahmen der Europaspiele in Chorzów mit 12,98 m Elfter im Dreisprung und anschließend wurde er beim EYOF in Maribor mit übersprungenen 1,90 m Zwölfter im Hochsprung und verpasste im Weitsprung mit 6,41 m den Finaleinzug. Anschließend belegte er bei den U18-Balkan-Meisterschaften in Denizli mit 1,85 m den siebten Platz im Hochsprung und landete mit 6,56 m auf Rang vier im Weitsprung. 2024 klassierte er sich bei den U20-Balkan-Hallenmeisterschaften in Belgrad mit 2,00 m auf dem fünften Platz im Hochsprung und erreichte im Weitsprung mit 6,64 m den zwölften Platz. Anschließend blieb er bei den Balkan-Hallenmeisterschaften in Istanbul ohne eine übersprungene Höhe. Im Mai belegte er bei den Freiluft-Balkan-Meisterschaften in Izmir mit 1,95 m den achten Platz im Hochsprung und gelangte im Weitsprung mit 6,92 m auf Rang 17. Daraufhin belegte er bei den U18-Balkan-Meisterschaften in Maribor mit 7,08 m den fünften Platz im Weitsprung und wurde im Hochsprung mit 1,95 m Sechster. Bei den U18-Europameisterschaften in Banská Bystrica verpasste er mit 6,70 m und 1,94 s jeweils den Finaleinzug. Im Jahr darauf wurde er bei den U20-Balkan-Hallenmeisterschaften in Sofia mit 1,96 m Zehnter im Hochsprung und gelangte im Weitsprung mit 6,77 m auf Rang elf. Ende Juni wurde er bei der 3. Liga der Team-Europameisterschaft in Maribor mit 2,06 m Dritter im Hochsprung hinter dem Bosnier Marko Šuković und Charel Gaspar aus Luxemburg und wurde im Dreisprung mit 14,11 m Achter. Daraufhin wurde er bei den U20-Balkan-Meisterschaften in Craiova mit 6,83 m 13. im Weitsprung und gelangte dann bei den Balkan-Meisterschaften in Volos mit 6,97 m auf Rang 14 und wurde im Hochsprung mit 2,01 m Elfter. Daraufhin verpasste er bei den U20-Europameisterschaften in Tampere mit 7,00 m den Finaleinzug im Weitsprung.
In den Jahren von 2023 bis 2025 wurde Avia nordmazedonischer Meister im Hoch- und Dreisprung.

## Persönliche Bestleistungen
- Hochsprung: 2,06 m, 24. Juni 2025 in Maribor
- Weitsprung: 7,00 m (+1,5 m/s), 7. August 2025 in Tampere
- Dreisprung: 14,11 m (−0,1 m/s), 25. Juni 2025 in Maribor